# Rumania en la Copa Mundial de Rugby
La Selección de rugby de Rumania participó en todas las ediciones de la Copa del Mundo de Rugby. Clasificando a través de eliminatorias regionales a todos los torneos.
Los Stejarii nunca consiguieron avanzar a cuartos de final, siendo eliminados en primera fase en todos los torneos.

## Nueva Zelanda 1987

### Plantel
Entrenador: Mihai Naca

### Participación

#### Grupo D
| Equipo   | Jug. | Gan. | Emp. | Perd. | A favor | En contra | Puntos |
| -------- | ---- | ---- | ---- | ----- | ------- | --------- | ------ |
| Francia  | 3    | 2    | 1    | 0     | 145     | 44        | 5      |
| Escocia  | 3    | 2    | 1    | 0     | 135     | 69        | 5      |
| Rumania  | 3    | 1    | 0    | 2     | 61      | 130       | 2      |
| Zimbabue | 3    | 0    | 0    | 3     | 53      | 151       | 0      |

## Inglaterra 1991

### Plantel
Entrenador: Peter Ianusevici

### Participación

#### Grupo D
| Equipo  | Gan. | Emp. | Per. | A favor | En contra | Puntos |
| ------- | ---- | ---- | ---- | ------- | --------- | ------ |
| Francia | 3    | 0    | 0    | 82      | 25        | 9      |
| Canadá  | 2    | 0    | 1    | 45      | 33        | 7      |
| Rumania | 1    | 0    | 2    | 31      | 64        | 5      |
| Fiyi    | 0    | 0    | 3    | 27      | 63        | 3      |

## Sudáfrica 1995

### Plantel
Entrenador: Mircea Paraschiv

### Participación

#### Grupo A
| Equipo    | Gan. | Emp. | Perd. | A favor | En contra | Puntos |
| --------- | ---- | ---- | ----- | ------- | --------- | ------ |
| Sudáfrica | 3    | 0    | 0     | 68      | 26        | 9      |
| Australia | 2    | 0    | 1     | 87      | 41        | 7      |
| Canadá    | 1    | 0    | 2     | 45      | 50        | 5      |
| Rumania   | 0    | 0    | 3     | 14      | 97        | 3      |

## Gales 1999

### Plantel
Entrenador: Mircea Paraschiv

### Participación

#### Grupo E
| Equipo         | Gan. | Emp. | Per. | A favor | En contra | Puntos |
| -------------- | ---- | ---- | ---- | ------- | --------- | ------ |
| Australia      | 3    | 0    | 0    | 135     | 31        | 6      |
| Irlanda        | 2    | 0    | 1    | 100     | 45        | 4      |
| Rumania        | 1    | 0    | 2    | 50      | 126       | 2      |
| Estados Unidos | 0    | 0    | 3    | 52      | 135       | 0      |

## Australia 2003

### Plantel
Entrenador:  Bernard Charreyre

### Participación

#### Grupo A
| Equipo    | Gan. | Emp. | Per. | A favor | En contra | Extra | Puntos |
| --------- | ---- | ---- | ---- | ------- | --------- | ----- | ------ |
| Australia | 4    | 0    | 0    | 273     | 32        | 2     | 18     |
| Irlanda   | 3    | 0    | 1    | 141     | 56        | 3     | 15     |
| Argentina | 2    | 0    | 2    | 140     | 57        | 3     | 11     |
| Rumania   | 1    | 0    | 3    | 65      | 192       | 1     | 5      |
| Namibia   | 0    | 0    | 4    | 28      | 310       | 0     | 0      |

## Francia 2007

### Plantel
Entrenador:  Daniel Santamans

### Participación

#### Grupo C
| Posición | Equipo        | Partidos | Partidos | Partidos  | Partidos | Tantos  | Tantos    | Tantos     | Puntos bonus | Puntos |
| Posición | Equipo        | jugados  | ganados  | empatados | perdidos | a favor | en contra | diferencia | Puntos bonus | Puntos |
| -------- | ------------- | -------- | -------- | --------- | -------- | ------- | --------- | ---------- | ------------ | ------ |
| 1        | Nueva Zelanda | 4        | 4        | 0         | 0        | 309     | 35        | +274       | 4            | 20     |
| 2        | Escocia       | 4        | 3        | 0         | 1        | 116     | 66        | +50        | 2            | 14     |
| 3        | Italia        | 4        | 2        | 0         | 2        | 85      | 117       | -32        | 1            | 9      |
| 4        | Rumania       | 4        | 1        | 0         | 3        | 40      | 161       | -121       | 1            | 5      |
| 5        | Portugal      | 4        | 0        | 0         | 4        | 38      | 209       | -171       | 1            | 1      |

## Nueva Zelanda 2011

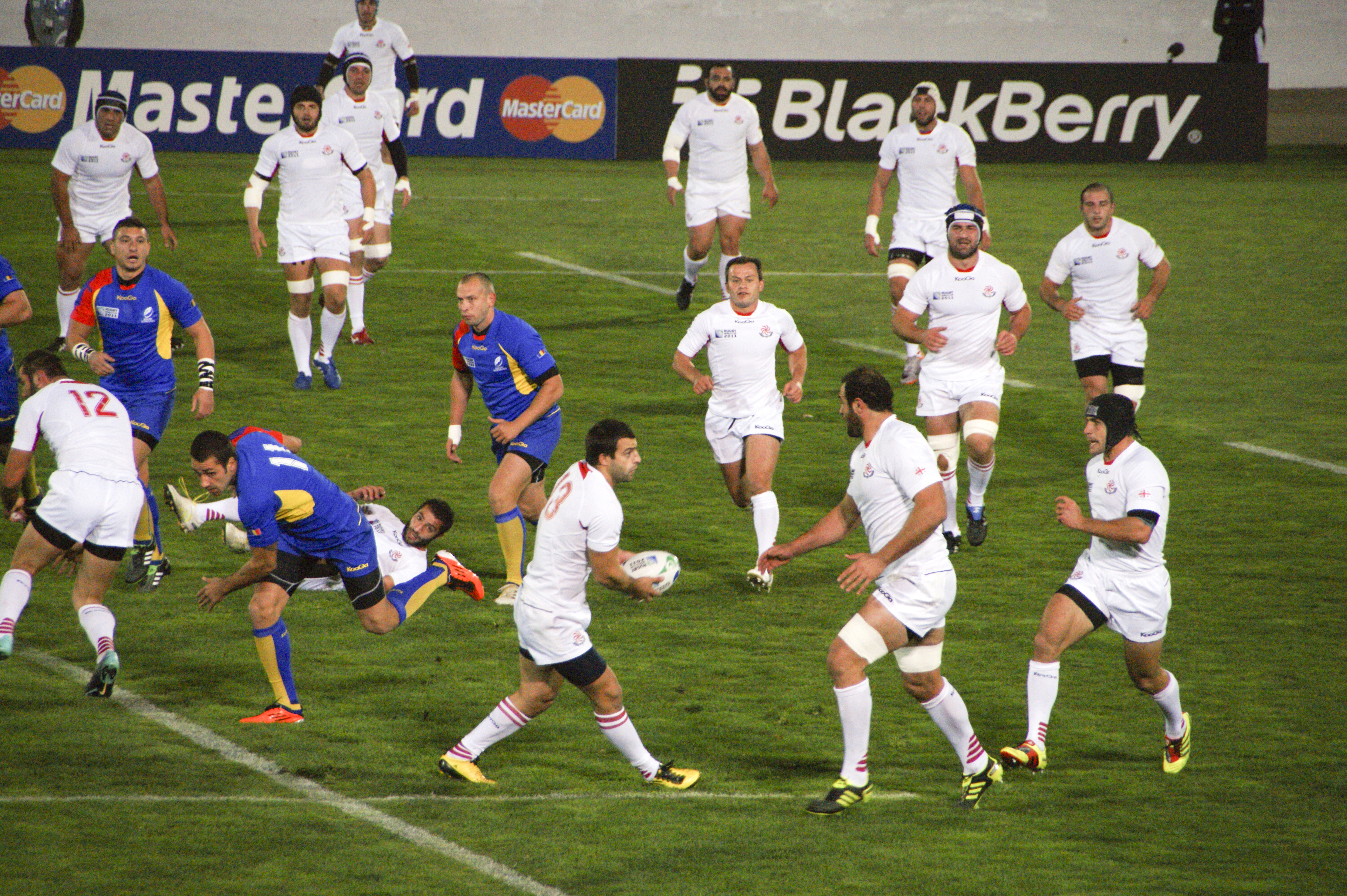
Partido entre Georgia y Rumania.

### Plantel
Entrenador: Romeo Gontineac

### Grupo B
| Posición | Selección  | Partidos | Partidos | Partidos  | Partidos | Tries a favor | Tantos  | Tantos    | Tantos     | Puntos extra | Puntos |
| Posición | Selección  | jugados  | ganados  | empatados | perdidos | Tries a favor | a favor | en contra | diferencia | Puntos extra | Puntos |
| -------- | ---------- | -------- | -------- | --------- | -------- | ------------- | ------- | --------- | ---------- | ------------ | ------ |
| 1        | Inglaterra | 4        | 4        | 0         | 0        | 18            | 137     | 34        | +103       | 2            | 18     |
| 2        | Argentina  | 4        | 3        | 0         | 1        | 10            | 90      | 40        | +50        | 2            | 14     |
| 3        | Escocia    | 4        | 2        | 0         | 2        | 4             | 73      | 59        | +14        | 3            | 11     |
| 4        | Georgia    | 4        | 1        | 0         | 3        | 3             | 48      | 90        | −42        | 0            | 4      |
| 5        | Rumania    | 4        | 0        | 0         | 4        | 3             | 44      | 169       | −125       | 0            | 0      |

## Inglaterra 2015

### Plantel
Entrenador:  Lynn Howells

### Participación

#### Grupo D
| Posición | Selección | Partidos | Partidos | Partidos  | Partidos | Tries a favor | Tantos  | Tantos    | Tantos     | Puntos extra | Puntos |
| Posición | Selección | jugados  | ganados  | empatados | perdidos | Tries a favor | a favor | en contra | diferencia | Puntos extra | Puntos |
| -------- | --------- | -------- | -------- | --------- | -------- | ------------- | ------- | --------- | ---------- | ------------ | ------ |
| 1        | Irlanda   | 4        | 4        | 0         | 0        | 16            | 134     | 35        | 99         | 2            | 18     |
| 2        | Francia   | 4        | 3        | 0         | 1        | 12            | 120     | 63        | 57         | 2            | 14     |
| 3        | Italia    | 4        | 2        | 0         | 2        | 7             | 74      | 88        | -14        | 2            | 10     |
| 4        | Rumania   | 4        | 1        | 0         | 3        | 7             | 60      | 129       | -69        | 0            | 4      |
| 5        | Canadá    | 4        | 0        | 0         | 4        | 7             | 58      | 131       | -73        | 2            | 2      |

## Francia 2023

### Grupo B
| Posición | Selección | Partidos | Partidos | Partidos  | Partidos | Tries a favor | Tantos  | Tantos    | Tantos     | Puntos extra | Puntos |
| Posición | Selección | Jugados  | Ganados  | Empatados | Perdidos | Tries a favor | A favor | En contra | Diferencia | Puntos extra | Puntos |
| -------- | --------- | -------- | -------- | --------- | -------- | ------------- | ------- | --------- | ---------- | ------------ | ------ |
| 1.       | Irlanda   | 4        | 4        | 0         | 0        | 27            | 190     | 46        | +144       | 3            | 19     |
| 2.       | Sudáfrica | 4        | 3        | 0         | 1        | 22            | 151     | 34        | +117       | 3            | 15     |
| 3.       | Escocia   | 4        | 2        | 0         | 2        | 21            | 146     | 71        | +75        | 2            | 10     |
| 4.       | Tonga     | 4        | 1        | 0         | 3        | 13            | 96      | 177       | -81        | 1            | 5      |
| 5.       | Rumania   | 4        | 0        | 0         | 4        | 4             | 32      | 287       | -255       | 0            | 0      |